# 23 juin dans les chemins de fer
23 mai 23 juillet
Chronologies thématiques
- Croisades
- Sports
- Disney

Cette page concerne les événements qui se sont déroulés un 23 juin dans les chemins de fer.

## Événements

### XIXesiècle
- 1890. France : Inauguration de la section Nérac-Mézin du chemin de fer de Nérac à Mont-de-Marsan (compagnie du Midi)

### XXesiècle
- 1979. Australie : le premier ministre de Nouvelle-Galles du Sud, Neville Wran, inaugure la ligne de banlieue est de Sydney.

### XXIesiècle
- 2003 : inauguration à Rome de la station Quintiliani de la ligne B du métro.
- 2004. Espagne : MetroMadrid commande 698 voitures de métro pour un milliard d'euros. Le marché est partagé entre Ansaldo Breda d'une part et CAF allié à Bombardier et Siemens d'autre part.